# Vliegend Hert (Gent)

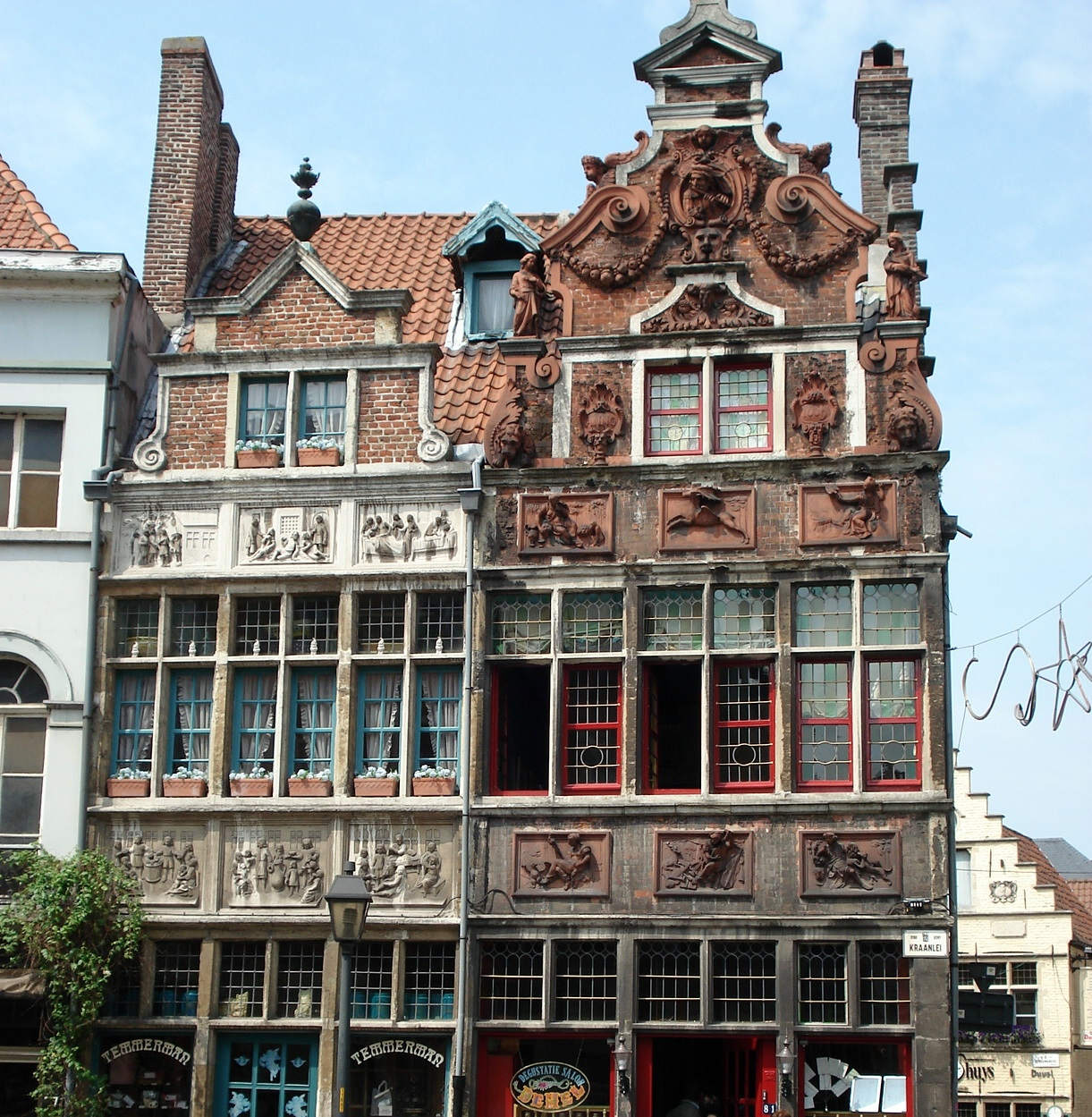
Vliegend Hert en Huis De Werken Van Barmhartigheid

Het Vliegend Hert, ook wel De Fluitspeler of De Hel genoemd, is samen met het naastgelegen Huis De Werken Van Barmhartigheid een geheel van historische panden op de Kraanlei (nummers 79-81) aan het Patershol in de Belgische stad Gent. 
Het Vliegend Hert werd grondig verbouwd door architect A.R. Janssens in 1917-1918 en 1931. Oorspronkelijk werd het Vliegend Hert in 1669 opgericht voor goudsmid Jan Van Hoorebeke. De afbeeldingen op de gesculpteerde panelen stellen de zintuigen voor. Boven het portaal geeft een paneel de naam van het huis weer onder de voorstelling van een gevleugeld hert. De bovenbouw is met weelderige terracotta bas-reliëfs en volsculptuur uitgewerkt. Bovenaan is er een medaillon met een fluitspeler in een oculus in een, waardoor het huis soms ook 'De Fluitspeler' wordt genoemd. Bovenaan het gebouw troont een staande madonna als allegorie van de liefde.
Naast het Vliegend Hert staat een ander historisch pand, 'Huis De Werken Van Barmhartigheid', waarop zes van de zeven werken van barmhartigheid staan afgebeeld. 

## Afbeeldingen

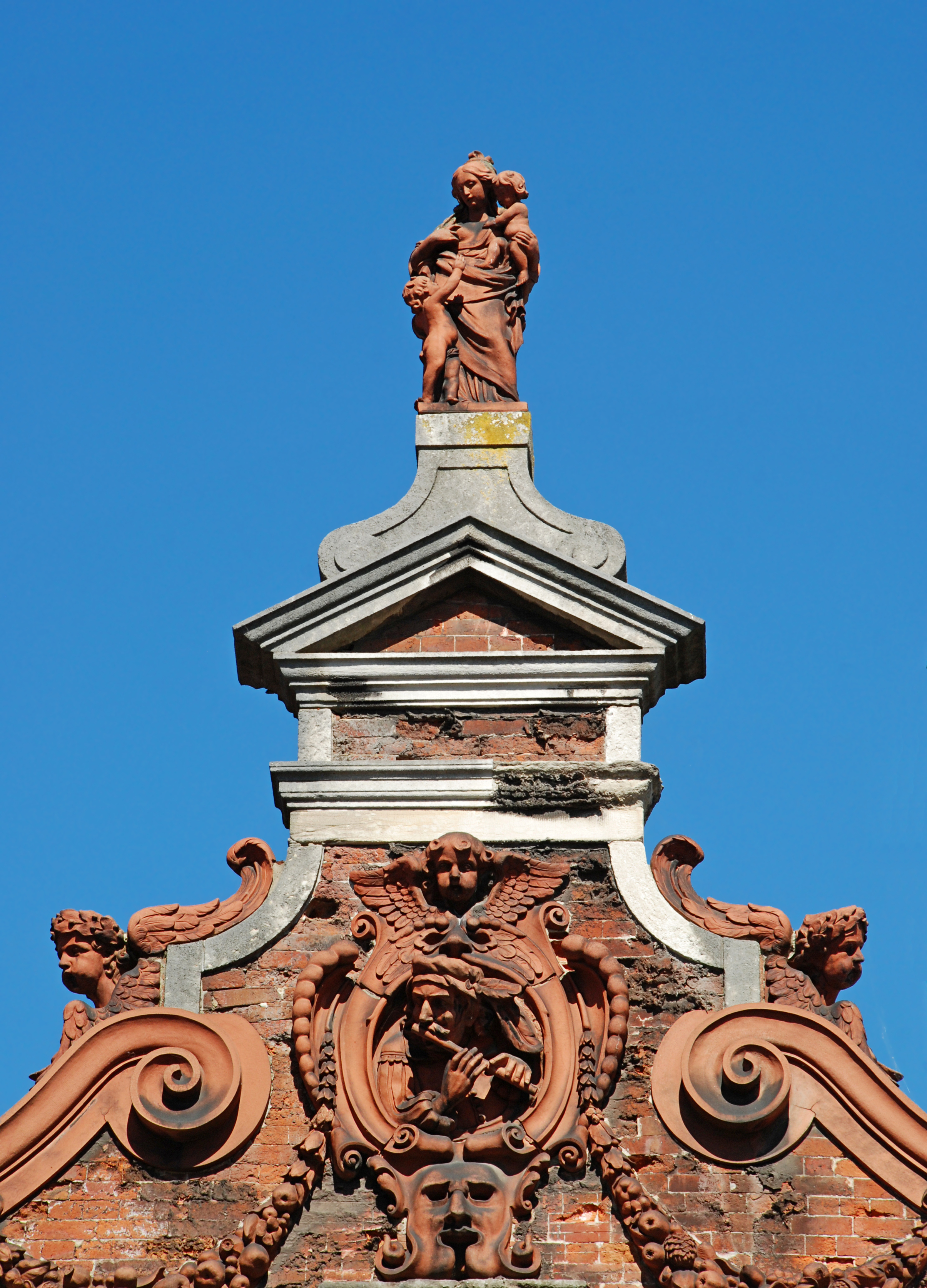
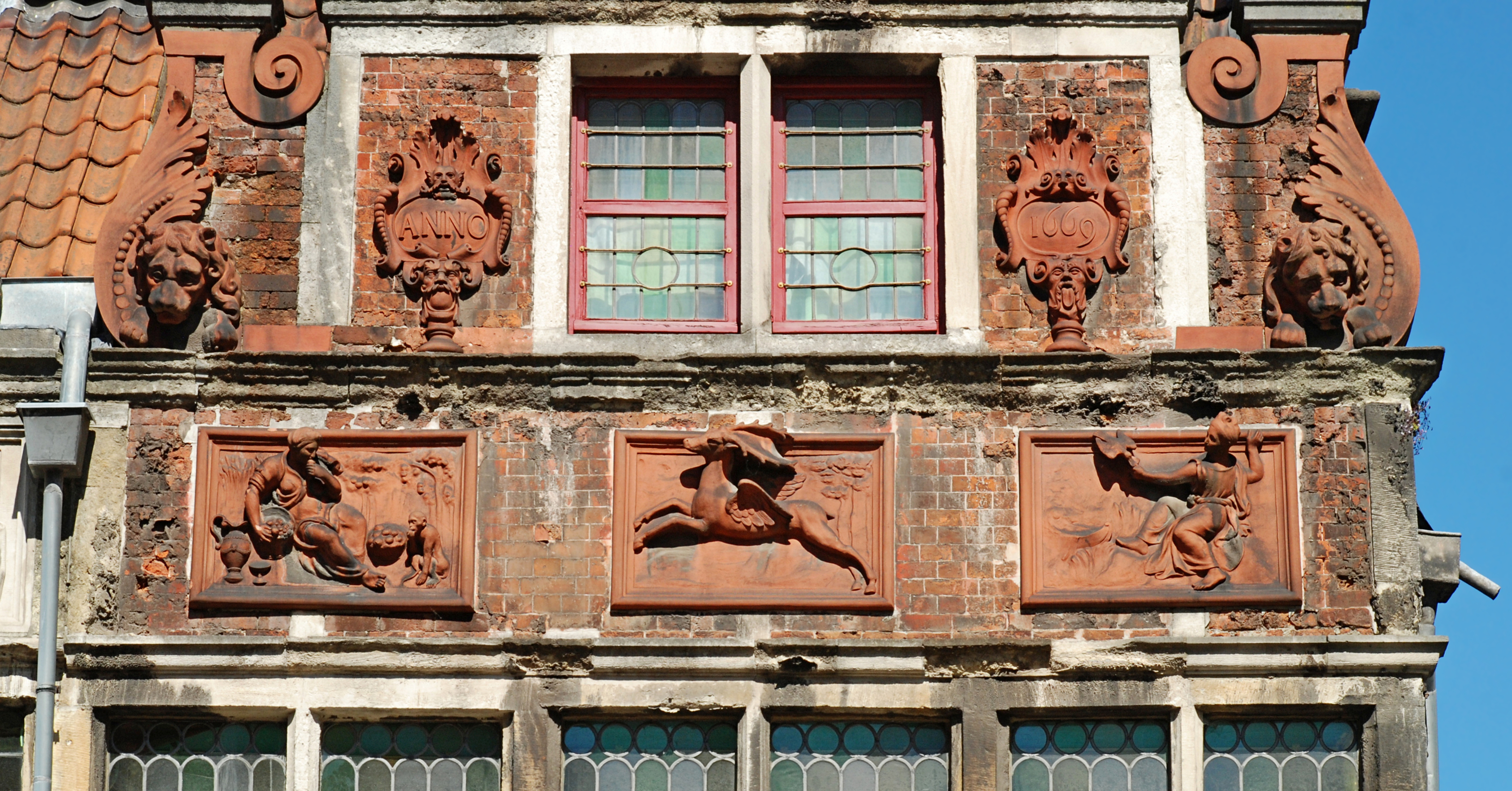
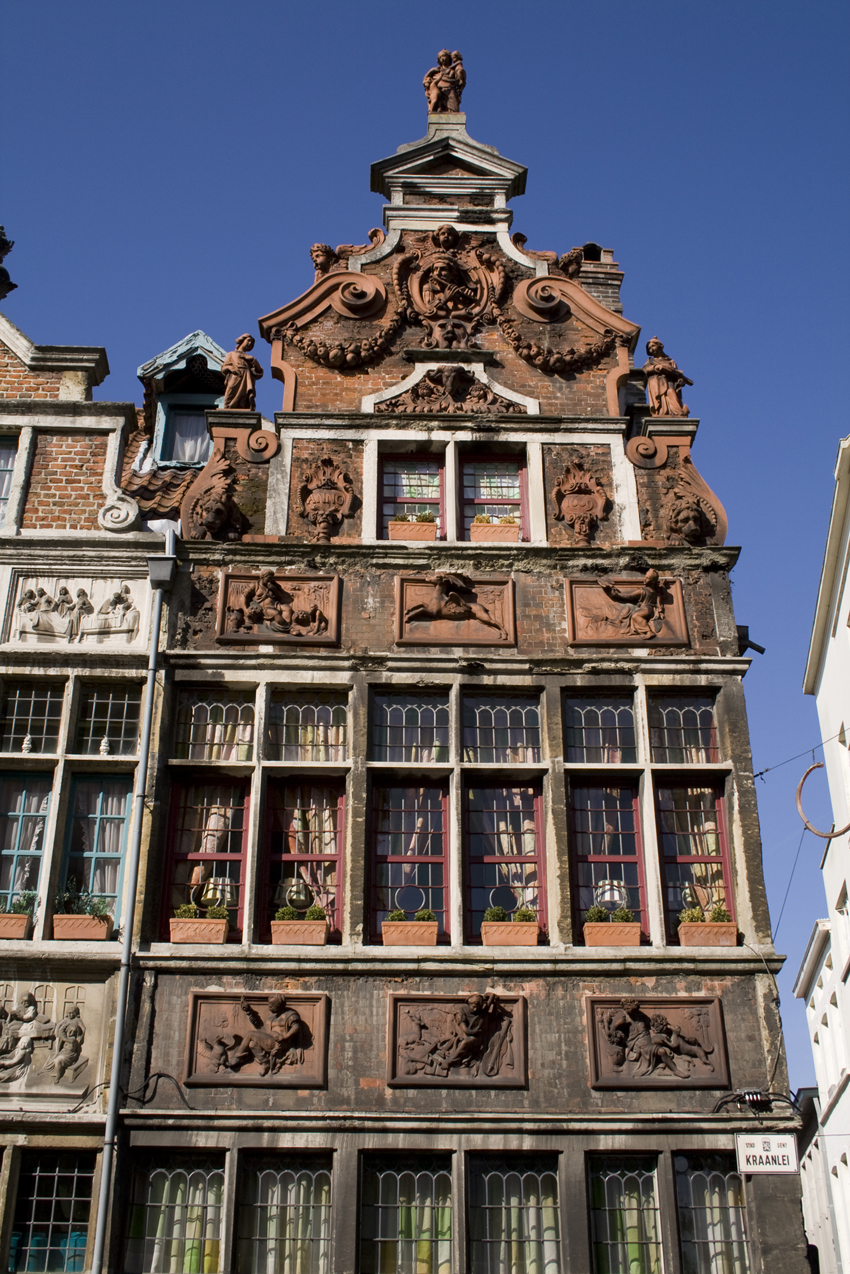
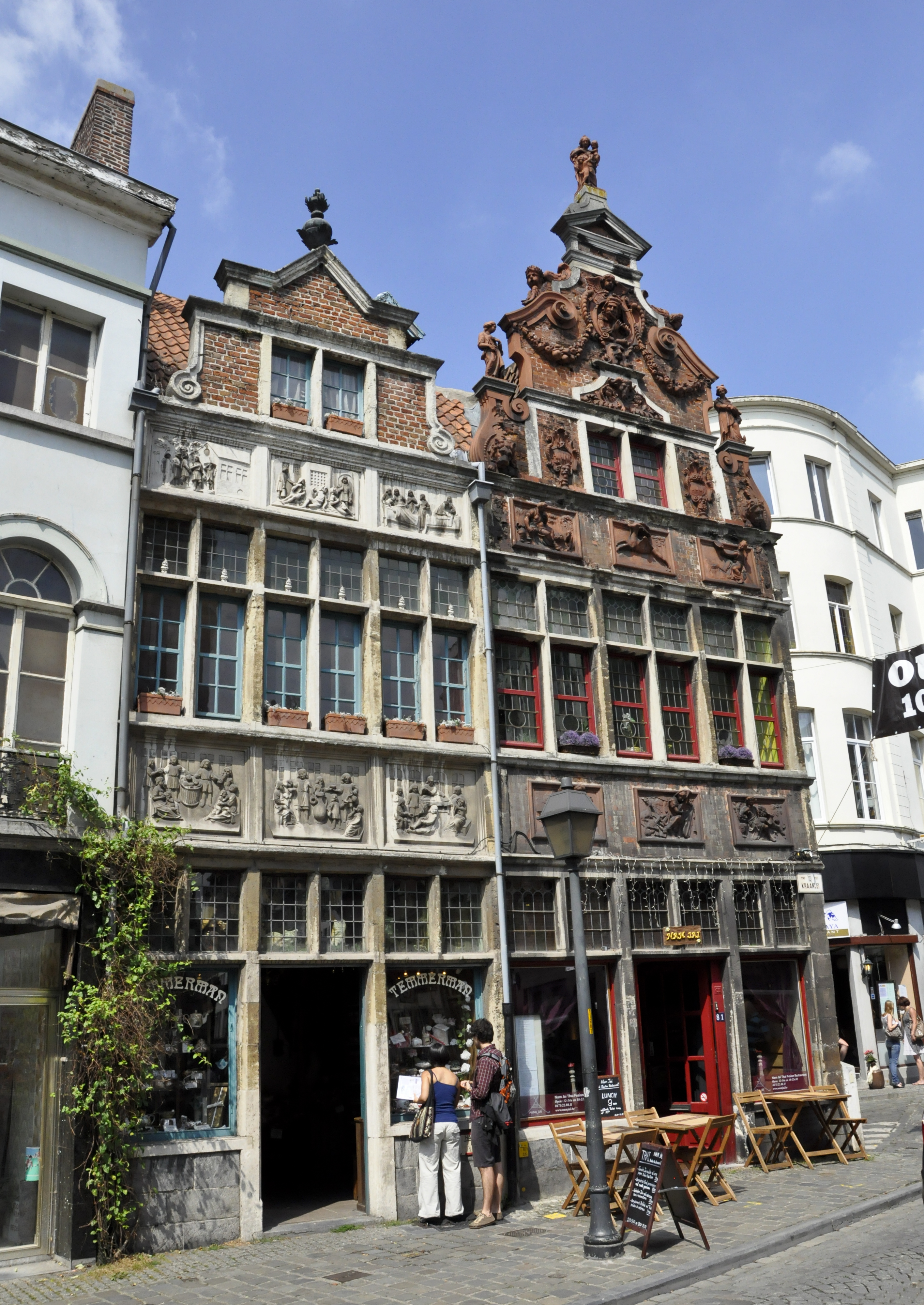